# Лезгинка
Лезги́нка — народный танец лезгин, распространённый по всему Кавказу, а также музыкальное сопровождение к этому танцу. Традиционный народный танец горских народов Кавказа.
Эталонной, классической считается лезгинка, характеризуемая музыкальным сопровождением в ритме 6/8, зажигательным и быстрым, энергичным темпом танца.
В общем понимании является русскоязычным собирательным названием всех национальных танцев кавказских горцев. Этимология восходит к названию народа — лезгины.

## Общие сведения
Лезгинка — старинный сольный мужской и парный танец. 
Слово «лезгин» имеет один корень со словом «лек» (лезг. лекь) «орел», поэтому лезгинку часто называют «танцем орла», которого олицетворяет танцор-мужчина. В танце используются различные образы, в основном движения воина в битве времен до огнестрельного оружия, каждое движение означает тот или иной элемент боя, например: раскинутые руки и периодичное сгибание в локте попеременно то одной, то другой рукой означает стрельбу из лука. Мужчина двигается в образе «орла», чередует медленный и стремительный темп. Самыми трудно исполняемыми и эффектными движениями являются танцевальные движения мужчины, когда он на носках раскидывает руки в разные стороны, (верхом исполнения является танец на согнутых пальцах ног), показывающие, что танцующий может легко вести стрельбу из лука, стоя на специально (или природной) сделанной тропинке не шире 30-35 сантиметров от стены скалы (на такой тропинке можно очень близко стоять и двигаться без подстраховки, стоять и двигаться нужно лицом к стене на носках на подогнутых пальцах, подогнутые пальцы создают «рычаг» и таким образом удерживают и возвращают в вертикальное положение, если тело отклонилось от стены, и вести стрельбу из лука стрелами в неприятеля, а по самому стрелку попасть очень трудно), нависающей над ущельем, дорогой, ведущей к поселению и т. д. Женщина двигается в образе «лебедя», завораживая грациозной осанкой и плавными движениями рук. Женщина увеличивает темп своего танца вслед за мужчиной.
Так описывали танец лезгин, в 1839 г., в лезгинском Ахты:
Замечательнее всего была пляска одного Лезгина (sic), с двумя кинжалами: он держал один кинжал в правой руке, другой в левой, вытянув обе руки, острее одного прижал себе к груди, а острее другого точно так же к спине, вертелся, кружился, и напоследок, став на колени, ложился на землю так, что рукоять кинжала упиралась твердо в землю, а острее к груди; точно так же он оборачивался и на спину, и повторял это по нескольку раз с чрезвычайным проворством.
Танец издревле распространён среди кавказских народов, под своими национальными наименованиями:
- азербайджанское: ləzgihəngi[21]
- абхазское: қәашара[22]
- аварское: кьурди[23]
- талышское: лакто[24]
- адыгейское: зэфакӏу, ислъамый[25]
- грузинское: ქართული ხალხური ცეკვები (картули халхури цеквеби), что переводится как «грузинские народные танцы», так как в каждом уголке Грузии существует свой уникальный танец, то единого названия нет, а вот перечень некоторых из них, например, ქართული (картули), ხევსურული (хевсурули), ხორუმი (хоруми), მთიულური (мтиулури), სვანური (сванури) и т. д. Старинное название лекури (лезгинский)[26].
- даргинское: делхъ[27]
- ингушское: халхар[28]
- кабардино-черкесское: лъапэрисэ, ислъамей[29]
- карачаево-балкарское: стемей, джангыз[30]
- кумыкское: бийив[31]
- лакское: къиссу[32]
- лезгинское: лезги кьуьл[33]
- осетинское: зилгӕ кафт[34][35], тымбыл кафт[36][37]
- чеченское: Ловзарг, Халхар бӏалбакх.

Согласно Энциклопедии Британика:
Лезгинка — народный танец происходящий от лезгин Кавказа. Это мужской сольный танец (часто с мечами), а также парный танец. Мужчина, изображая орла, падает на колени, вскакивает, танцуя с краткими шагами и сильными, резкими движениями рук и тела. Когда танец исполняется в парах, пары не соприкасаются; женщина танцует спокойно.
Мировое признание лезгинка завоевала в 1935 году, когда на Всемирный фестиваль народного танца[какой?] отправилась команда танцоров из Тбилисского государственного театра оперы и балета имени З. Палиашвили. Ансамбль произвел фурор: «Весь зал гремел от восторга. Чопорные, сдержанные англичане забыли об этикете и изо всех сил кричали «браво», — писала газета «Вечерний Тбилиси». Руководитель группы Владимир Хетагуров поразил публику опаснейшим танцем с кинжалами: «с двумя кинжалами в руках я облюбовал двух девушек из сидящих вокруг арены и, подлетев к ним, сразу стал на одно колено, „попугав“ их кинжалами, сделав „кинжальный“ номер и после сразу поднявшись с пола, вскочил на носки и начал волчком кружиться около них, а потом, подлетев к центру на носках, завертелся и, остановившись, сделал благодарственный поклон перед королевской четой». Ему и известному танцору и хореографу Илико Сухишвили были вручены особые медали во время приема-бала в честь окончания фестиваля.
Доктор искусствоведения Анна Соколова в своей работе под названием «Циркумпонтийская лезгинка»  говорит, что «большинство легенд о происхождении лезгинки связаны с фольклором лезгин».

### Видеоматериалы
- Лезгинский вариант лезгинки — народный танец «лекъ» в исполнении лезгин.
- Аварский вариант лезгинки — народный танец «къурди» в исполнении аварцев.
- Адыгейский вариант лезгинки — народный танец исламей в исполнении солистов ансамбля «Шапсугия».
- Грузинский вариант лезгинки — народный танец лекури в исполнении ансамбля «Сухишвили-Рамишвили».
- Кабардинский вариант лезгинки — народный танец исламей в исполнении солистов ансамбля «Кабардинка».
- Кумыкский вариант лезгинки — народный танец «бийив» в исполнении солистов ансамбля «Лезгинка» Султана Хамдуллаева и Муслимат Алиевой.
- Осетинский вариант лезгинки — народный танец зилга-кафт из кинофильма «Чермен» (1974).
- Осетинский вариант лезгинки — народный танец зилга-кафт в исполнении фольклорного ансамбля «Фарн» под руководством Уагка Джатиева (фрагмент видеозаписи этнографической реконструкции народных танцев кон. XIX — нач. XX в. в с. Нижний Сба Урс-Туальского общества Южной Осетии).
- Чеченский вариант лезгинки — народный танец ловзарг в исполнении солистов ансамбля «Вайнах» под руководством Дикалу Музакаева.